# Sinophaena xiweni
Espèce
Sinophaena xiweni est une espèce d'araignées aranéomorphes de la famille des Anyphaenidae.

## Distribution
Cette espèce est endémique du Sichuan en Chine,. Elle se rencontre dans le xian de Hongya.

## Description
La femelle holotype mesure 7,62 mm.

## Étymologie
Cette espèce est nommée en l'honneur de Xi-wen Chen.

## Publication originale
- Lin, Marusik, Gao, Xu, Zhang, Wang, Zhu & Li, 2021 : « Twenty-three new spider species (Arachnida: Araneae) from Asia. » Zoological Systematics, vol. 46, no 2, p. 91-152.